# Lamia Ziadé
Pour les articles homonymes, voir Ziadé.
Lamia Ziadé est une illustratrice et artiste franco-libanaise née le 11 août 1968 à Beyrouth.

## Biographie
Lamia Ziadé a sept ans lorsque la guerre civile libanaise éclate en 1975. Elle reste à Beyrouth jusqu’à ses dix-huit ans, et l'obtention de son bac, malgré le conflit. Elle part ensuite poursuivre des études d’arts graphiques à Paris, à l’École supérieure d'arts graphiques Penninghen, tout en revenant régulièrement au Liban, bien que son pays soit enlisé dans la guerre et que la vie y soit difficile,.
Le premier travail qu'elle obtient est chez Jean-Paul Gaultier. « Je dessinais tous les imprimés textiles, les  foulards, les cravates, les t-shirts et les tissus pour faire les vêtements. J’étais peut être un peu trop jeune pour en profiter pleinement mais c’était fou, spécialement avec Jean-Paul Gaultier. ».
Elle devient ensuite freelance, travaillant pour la  pub, le cinéma, la mode et la presse, et dans l’illustration de livres pour enfants. Elle rencontre l’écrivain Vincent Ravalec avec qui elle publie en 2001 un livre érotique, L'Utilisation maximum de la douceur. « Cette expérience a débouché sur d’autres choses, complètement différentes. J’ai arrêté l’illustration pour me diriger vers l’art contemporain. Le galeriste Kamel Mennour m’a contactée et exposée plusieurs fois. J’ai fait des tableaux érotiques, grand format, avec de la matière, du tissu. ». Le conflit israélo-libanais de 2006 et l'invasion du Liban la choquent profondément et la décident à écrire Bye bye Babylone : Beyrouth 1975-1979, un roman en textes et en images, sur son enfance et sur la guerre civile entre libanais, conservateurs chrétiens et palestino-progressistes musulmans,.
En 2015, un autre ouvrage est publié, Ô nuit, ô mes yeux, mêlant de la même façon textes et images, et consacré cette fois au Caire, de l'entre-deux-guerres aux années 1970. Elle réalise en 2016 la pochette de Musique de France, le premier album d'Acid Arab.

## Ouvrages
- Lola cartable, texte de Patrick Gloux, Rodez, France, Éditions du Rouergue, coll. « Jeunesse », 1995, 42 p.  (ISBN 2-84156-009-0)
- Souliax, texte d’Olivier Douzou, Rodez, France, Éditions du Rouergue, coll. « Jeunesse », 1997, 33 p.  (ISBN 2-84156-058-9)
- Strip tease[6], Rodez, France, Éditions du Rouergue, coll. « 12 X 12 », 1998, 20 p.  (ISBN 2-84156-126-7)
- Rayon beauté, Rodez, France, Éditions du Rouergue, 1999, 34 p.  (ISBN 2-84156-163-1)
- L’Utilisation maximum de la douceur, avec Vincent Ravalec, Paris, Éditions du Seuil, 2001, 104 p.  (ISBN 2-02-051120-7)
- Dix doigts pour une voix, avec Patricia Huet, Paris, Éditions du Seuil, 2002, 22 p.  (ISBN 2-02-041971-8)
- Bye bye Babylone : Beyrouth 1975-1979, Paris, Éditions Denoël, coll. « Denoël graphic », 2010, 304 p.  (ISBN 978-2-207-10930-4)[3],[7],[4]
- Ô nuit, ô mes yeux, Paris, Éditions P.O.L., coll. « Fiction », 2015, 576 p.  (ISBN 978-2-8180-2067-8)[5],[8],[9]
- Lettres à mon fils, avec Fouad Elkoury, Paris, Éditions Actes Sud Junior, 2016, 144 p.  (ISBN 978-2-330-06922-3)
- Ma très grande mélancolie arabe, Paris, Éditions P.O.L., 2017, 420 p.  (ISBN 978-2-8180-4062-1)
- Mon port de Beyrouth, Paris, Éditions P.O.L., 2021, 256 p.  (ISBN 978-2-8180-5244-0)

## Expositions personnelles
- Lola Cartable, Galerie de l’Entretemps, Paris, 1996
- Je veux que personne ne le sache, Galerie Kamel Mennour, Paris, 2003
- I’m so glad you found me, Galerie Kamel  Mennour, Paris, 2006[10]
- Hotels' War, Galerie Tanit, Munich, 2008
- Time for a Kent, Galerie Benjamin Trigano, Los Angeles, 2008
- Chamade Paris, Galerie Alfa, Paris, 2009
- Smoke, Espace Kettaneh Kunigk, Beyrouth, 2009
- Samia et le roi de carreau, Art Paris, Grand Palais, 2013